# Rosemarie Seidel
Rosemarie Seidel (geb. Gomolla) (* 25. April 1940 in Beuthen (Oberschlesien); † 21. Februar 1998 in Altdorf (Niederbayern)) war eine deutsche Tischtennisspielerin. Sie gewann zweimal die deutsche Meisterschaft.

## Nationale Erfolge
Von TSV Salzgitter und PSV Braunschweig kommend spielte Rosemarie Seidel in der Saison 1961/62 bei Eintracht Frankfurt, danach wechselte sie nach Duisburg zum DSC Kaiserberg. Nach dem Gewinn der Hessenmeisterschaft 1962 siegte sie von 1963 bis 1965 dreimal bei der Westdeutschen Einzelmeisterschaft.
Im Bundesranglistenturnier belegte sie 1961 Platz 1 und 1970 Platz 2. 1963 wurde sie in Lübeck erstmals deutsche Meisterin. Diesen Erfolg wiederholte sie 1966 in Osnabrück. 1970 wurde sie Vizemeisterin.
Mit der Mannschaft von Kaiserberg gewann sie erstmals 1963 und danach von 1965 bis 1972 achtmal in Folge die deutsche Meisterschaft. 1966 holte die Mannschaft den Europapokal der Landesmeister, nachdem man ein Jahr vorher in diesem Wettbewerb Platz 2 erreicht hatte. 1972 wurde sie mit Kaiserberg Deutscher Pokalsieger. Mitte der 1970er Jahre wechselte sie zum DJK Altdorf.
In der Rangliste des Deutschen Tischtennis-Bundes wurde sie 1961, 1966 und 1970 auf Platz 3 geführt.

## Internationale Aktivitäten
Zwischen 1960 und 1963 kam Seidel dreimal zu Einsätzen in der Nationalmannschaft. Bei den Weltmeisterschaften 1959 und 1969 spielte sie nur in den Individualwettbewerben, bei der WM 1961 wurde sie auch im Damenteam eingesetzt.
1962 erreichte sie bei der Europameisterschaft im Doppel das Viertelfinale.

## Ehrungen
1967 erhielt sie das Silberne Lorbeerblatt, 1969 zeichnete sie der WTTV mit der Goldenen Ehrennadel aus.

## Privat
Rosemarie Seidel war die Schwester der Tischtennisspieler Ernst und Herbert Gomolla. 1963 heiratete sie Eberhard Seidel, sie hatte einen Sohn. Wegen einer Lichtempfindlichkeit spielte sie oft mit einer Spezialbrille. Zuletzt lebte sie in Altdorf bei Landshut.

## Turnierergebnisse
| Verband | Veranstaltung       | Jahr | Ort      | Land | Einzel     | Doppel        | Mixed      | Team |
| ------- | ------------------- | ---- | -------- | ---- | ---------- | ------------- | ---------- | ---- |
| FRG     | Europameisterschaft | 1962 | Berlin   | FRG  |            | Viertelfinale |            |      |
| FRG     | Weltmeisterschaft   | 1969 | München  | FRG  | letzte 16  | letzte 32     | Qual       |      |
| FRG     | Weltmeisterschaft   | 1963 | Prag     | TCH  | letzte 128 | letzte 64     | letzte 64  |      |
| FRG     | Weltmeisterschaft   | 1961 | Peking   | CHN  | letzte 64  | letzte 64     | letzte 32  | 7    |
| FRG     | Weltmeisterschaft   | 1959 | Dortmund | FRG  | letzte 32  | letzte 16     | letzte 128 |      |